# 朱珪 (明朝)
朱珪（?—?），字伯盛，自號靜寄居士，昆山人，明朝书法家。

## 生平
早年向吴睿學習書法。工古篆、籀，精于六书之义。為人清淡寡欲，至五十歲仍不娶。匯辑平生所刻碑文為《名迹录》一書。另有《印文集考》、《字原表目》等書。